# Élections sénatoriales de 2011 dans le Puy-de-Dôme
Les élections sénatoriales dans le Puy-de-Dôme ont lieu le dimanche 25 septembre 2011. Elles ont pour but d'élire les sénateurs représentant le département au Sénat pour un mandat de six années.

## Contexte départemental
Lors des élections sénatoriales du 23 septembre 2001 dans le Puy-de-Dôme, trois sénateurs ont été élus : Michèle André (PS), Jean-Marc Juilhard (UDF) et Michel Charasse (PS).
- Rappel des résultats de 2001
  - Liste Michel Charasse : 839 voix - 54,02 % - 2 élus
  - Liste Jean-Marc Juilhard : 528 voix - 34 % - 1 élu
  - Liste Guy Brunet : 161 voix - 10,37 %
  - Liste Michel Ruin : 9 voix - 0,58 %
  - Liste Jacques Chanet : 8 voix - 0,52 %
  - Liste Claude Jaffres : 8 voix - 0,52 %

Depuis, tous les effectifs du collège électoral des grands électeurs ont été renouvelés, avec les élections législatives françaises de 2007, les élections régionales françaises de 2010, les élections cantonales de 2008 et 2011 et les élections municipales françaises de 2008.

## Sénateurs sortants
| Sénateur | Sénateur           | Parti | Fonctions lors de l'élection en 2001 |
| -------- | ------------------ | ----- | ------------------------------------ |
|          | Michèle André      | PS    | Conseillère générale                 |
|          | Serge Godard       | PS    | Maire de Clermont-Ferrand            |
|          | Jean-Marc Juilhard | UMP   | Adjoint au maire de Saint-Sandoux    |

## Présentation des candidats et des suppléants
Les nouveaux représentants sont élus pour une législature de 6 ans au suffrage universel indirect par les 1686 grands électeurs du département. Dans le Puy-de-Dôme, les sénateurs sont élus au scrutin majoritaire à 2 tours. Leur nombre reste inchangé, 3 sénateurs sont à élire. Ils sont 20 candidats dans le département, chacun avec un suppléant.
| T/S | Candidats | Candidats                 | Parti | Mandats                                                  |
| --- | --------- | ------------------------- | ----- | -------------------------------------------------------- |
| T   |           | Tony Bernard              | PG    | Maire de Châteldon                                       |
| S   |           | Annie Tallard             | DVG   | Maire de Lastic                                          |
| T   |           | Christine Thomas-Bichon   | PCF   | Adjointe au maire de Beaumont                            |
| S   |           | Éric Dubourgnoux          | PCF   | Conseiller régional, maire de Saint-Gervais-sous-Meymont |
| T   |           | Jean-Claude Jacob         | PCF   | Conseiller municipal de Riom                             |
| S   |           | Maïté Ballais             | GU    | Conseillère régionale                                    |
| T   |           | Jean-Marc Miguet          | MRC   | Conseiller régional                                      |
| S   |           | Florence Faure-Harbonnier | MRC   | Conseillère municipale de Clermont-Ferrand               |
| T   |           | René Vinzio               | MRC   | Maire de Pont-du-Château                                 |
| S   |           | Monique Bonnet            | MRC   |                                                          |
| T   |           | Bernard Boissier          | MRC   |                                                          |
| S   |           | Philippe Gorce            | MRC   | Conseiller municipal de Clermont-Ferrand                 |
| T   |           | Michèle André             | PS    | Sénatrice sortante, conseillère générale                 |
| S   |           | Daniel Bellaigue          | PS    | Maire de Saint-Julien-Puy-Lavèze                         |
| T   |           | Alain Néri                | PS    | Député, conseiller général, maire de Beauregard-l'Évêque |
| S   |           | Aliette Gourgouillon      | PS    |                                                          |
| T   |           | Jacques-Bernard Magner    | PS    | Conseiller municipal de Charbonnières-les-Vieilles       |
| S   |           | Pascal Pigot              | PS    | Maire des Martres-de-Veyre                               |
| T   |           | Jean-Yves Gouttebel       | DVG   | Président du conseil général                             |
| S   |           | Bernadette Troquet        | DVG   | Maire de La Sauvetat                                     |
| T   |           | Pierrette Daffix-Ray      | DVG   | Conseillère générale, maire de Youx                      |
| S   |           | Jean Caillaud             | DVG   | Maire d'Enval                                            |
| T   |           | Denis Legendre            | DVG   |                                                          |
| S   |           | Françoise Bernard         | DVG   | Maire de Vassel                                          |
| T   |           | Danielle Auroi            | EELV  | Conseillère municipale de Clermont-Ferrand               |
| S   |           | Hubert Constancias        | EELV  |                                                          |
| T   |           | Jean-Luc Blanc            | MoDem | Maire de Blot-l'Église                                   |
| S   |           | Marie-Françoise Tête      | MoDem |                                                          |
| T   |           | Simon Rodier              | MoDem | Maire de Saint-Bonnet-le-Chastel                         |
| S   |           | Christine Perret          | MoDem | Conseillère municipale de Clermont-Ferrand               |
| T   |           | Philippe Gatignol         | MoDem | Maire de La Tour-d'Auvergne                              |
| S   |           | Bernard Ferrière          | MoDem | Maire de Saint-Denis-Combarnazat                         |
| T   |           | Jean-Marc Boyer           | UMP   | Conseiller général                                       |
| S   |           | Ginette Raynaud           | UMP   |                                                          |
| T   |           | Marie-Thérèse Sikora      | UMP   | Maire de Saint-Éloy-les-Mines                            |
| S   |           | Christophe Serre          | UMP   |                                                          |
| T   |           | Daniel Peynon             | UMP   | Maire de Joze                                            |
| S   |           | Claude Pracros            | UMP   |                                                          |
| T   |           | Érik Faurot               | FN    |                                                          |
| S   |           | Christian Pénevère        | FN    |                                                          |

## Résultats
| Candidat et parti politique | Candidat et parti politique | Candidat et parti politique | Premier tour | Premier tour | Second tour | Second tour |
| Candidat et parti politique | Candidat et parti politique | Candidat et parti politique | Voix         | %            | Voix        | %           |
| --------------------------- | --------------------------- | --------------------------- | ------------ | ------------ | ----------- | ----------- |
|                             | Michèle André               | PS                          | 696          | 42,03        | 1 094       | 69,77       |
|                             | Jacques-Bernard Magner      | PS                          | 595          | 35,93        | 1 077       | 68,69       |
|                             | Alain Néri                  | PS                          | 583          | 35,21        | 1 050       | 66,96       |
|                             | Jean-Marc Boyer             | UMP                         | 393          | 23,73        | 475         | 30,29       |
|                             | Marie-Thérèse Sikora        | UMP                         | 371          | 22,40        | 469         | 29,91       |
|                             | Daniel Peynon               | UMP                         | 369          | 22,28        | 459         | 29,27       |
|                             | Jean-Yves Gouttebel         | DVG                         | 373          | 22,52        |             |             |
|                             | Pierrette Daffix-Ray        | DVG                         | 287          | 17,33        |             |             |
|                             | Denis Legendre              | DVG                         | 209          | 12,62        |             |             |
|                             | Tony Bernard                | PG                          | 272          | 16,43        |             |             |
|                             | Christine Thomas-Bichon     | PCF                         | 182          | 10,99        |             |             |
|                             | Jean-Claude Jacob           | PCF                         | 167          | 10,08        |             |             |
|                             | Danielle Auroi              | EELV                        | 92           | 5,56         |             |             |
|                             | Jean-Luc Blanc              | MoDem                       | 49           | 2,96         |             |             |
|                             | Simon Rodier                | MoDem                       | 47           | 2,84         |             |             |
|                             | Philippe Gatignol           | MoDem                       | 46           | 2,78         |             |             |
|                             | René Vinzio                 | MRC                         | 29           | 1,75         |             |             |
|                             | Jean-Marc Miguet            | MRC                         | 21           | 1,27         |             |             |
|                             | Bernard Boissier            | MRC                         | 19           | 1,15         |             |             |
|                             | Érik Faurot                 | FN                          | 12           | 0,72         |             |             |
|                             |                             |                             |              |              |             |             |
| Inscrits                    | Inscrits                    | Inscrits                    | 1 686        | 100,00       | 1 686       | 100,00      |
| Abstentions                 | Abstentions                 | Abstentions                 | 19           | 1,13         | 15          | 0,89        |
| Votants                     | Votants                     | Votants                     | 1 667        | 98,87        | 1 671       | 99,11       |
| Blancs et nuls              | Blancs et nuls              | Blancs et nuls              | 11           | 0,65         | 103         | 6,11        |
| Exprimés                    | Exprimés                    | Exprimés                    | 1 656        | 98,22        | 1 568       | 93,00       |